# Lois Privor-Dumm
Lois Privor-Dumm es una experta en el campo de la introducción de vacunas. Es especialmente reconocida por su trabajo con la introducción de nuevas vacunas, que ha incluido estrategias para acelerar el acceso en países de ingresos bajos, incluyendo Nigeria y Pakistán, así como investigación de políticas, promoción, comunicación e introducción en países grandes.
Ha trabajado con países de todos los grupos de ingresos y ha aprovechado su experiencia en países de ingresos altos y medianos para contribuir a las importantes mejoras recientes en el acceso en países de ingresos bajos y medianos bajos. Actualmente se desempeña como Directora de Alianzas e Información en el Centro Internacional de Acceso a Vacunas (IVAC por sus siglas en inglés) en la Escuela de Salud Pública Johns Hopkins Bloomberg. Su equipo realiza actividades de promoción y comunicaciones para la salud infantil, coordina la Coalición del Día Mundial contra la Neumonía y trabaja con países grandes como India y Nigeria para brindar asistencia técnica en forma de promoción y comunicación, recolección de evidencia, mapeo e investigación para ayudar a los países a desarrollarse. Así como estrategias para vencer las barreras en la toma de decisiones y la implementación de nuevas vacunas.[cita requerida]
Su equipo ha trabajado en estrecha colaboración con una variedad de partes interesadas en India y Nigeria y está enfocado en generar apoyo político y de base de alto nivel. Actualmente lidera proyectos en India y Nigeria, que fueron posibles gracias a subvenciones de la Alianza GAVI y la Fundación Bill y Melinda Gates.
Es miembro del Equipo de Trabajo de País Grande de GAVI y del Comité Directivo de Acceso PDP y ha trabajado en una serie de proyectos que atienden el acceso relacionado con la economía y el financiamiento, la oferta, la distribución y la previsión de la demanda, además de su trabajo con promoción, comunicación y políticas .

## Antecedentes y educación
Louis Privor-Dumm tiene un MBA Internacional (IMBA), anteriormente Maestría en Negocios Internacionales (MIBS), de la Universidad de Carolina del Sur y completó sus estudios y prácticas en Bruselas, Bélgica. Completó sus estudios de pregrado en la Universidad Estatal de Nueva York en Albany en Administración de Empresas (Finanzas) y Español.[cita requerida]

## Inicios
Louis Privor-Dumm pasó años en la industria de las vacunas trabajando para Wyeth, donde ayudó a liderar los esfuerzos para lanzar Prevnar (vacuna antineumocócica conjugada) en los EE. UU., logrando una aceptación sin precedentes de una nueva vacuna pediátrica. Esta experiencia en Estados Unidos sirvió para redirigir su carrera, se desempeñó como Directora Comercial para los países de América Latina para introducir vacunas antineumocócicas y meningocócicas. Posteriormente, trabajó como directora sénior de operaciones comerciales en Europa, Oriente Medio y África, brindando orientación a los países para crear conciencia sobre las vacunas y productos farmacéuticos de Wyeth en la comunidad científica, apoyando los esfuerzos con los responsables de la formulación de políticas con respecto a la introducción de nuevas vacunas y proporcionando marketing y experiencia operativa para respaldar el negocio en curso. También trabajó en GlaxoSmithkline como directora de estrategia comercial global para varios proyectos.[cita requerida]

## Escuela de Salud Pública Johns Hopkins Bloomberg
En 2005, se unió a la Escuela de Salud Pública Johns Hopkins Bloomberg para liderar Comunicaciones y Estrategia para la Iniciativa Hib, un proyecto financiado por la Alianza GAVI con el objetivo de acelerar y mantener las decisiones sobre las vacunas Hib, teniendo como objetivo prevenir la meningitis y la neumonía en los niños. Ahora se desempeña como Directora de Alianzas e Información para IVAC, ha sido citada como experta en diferentes campañas globales de vacunas y ha estado involucrada en la investigación, difusión y promoción de la concienciación sobre vacunas. Ha sido entrevistada por la revista Developments y African Press International acerca de la disponibilidad de vacunas relacionadas con la neumonía en los países africanos.
Privor-Dumm también ha trabajado en diferentes herramientas de comunicación sobre la disponibilidad de vacunas en países en desarrollo con el fin de crear conciencia sobre el valor de las vacunas neumocócicas y Hib para prevenir la neumonía y alcanzar los Objetivos de Desarrollo del Milenio 4 para 2015 

## Investigación

### AVI-TAC
La misión de la Iniciativa de Introducción Acelerada de Vacunas (AVI siglas en inglés) es salvar vidas, prevenir enfermedades y promover la salud a través del acceso oportuno y equitativo a vacunas nuevas y subutilizadas. Juntos, los socios de AVI sirven para:
- Empoderar a los países para que tomen decisiones basadas en evidencias sobre vacunas nuevas y subutilizadas.
- Apoyar la introducción exitosa en los países y el uso sostenido de vacunas nuevas y subutilizadas.
- Contribuir con análisis y evaluar el impacto de las políticas de GAVI Alliance (GAVI) que influyen en la introducción acelerada de vacunas nuevas y subutilizadas.
- Garantizar un suministro suficiente de vacunas nuevas y subutilizadas de calidad garantizada y que satisfagan las necesidades programáticas de los países en desarrollo.[cita requerida]

El Consorcio Asesor Técnico de la Iniciativa Acelerada de Vacunas (AVI TAC) apoya el logro de los objetivos de AVI a través de su liderazgo en la creación de bases de evidencias, abogando por la toma de decisiones impulsada por las mismas evidencias y desarrollando la capacidad de la plataforma que se puede utilizar para acelerar la introducción de futuras vacunas.

## Publicaciones
- Hajjeh, R.A.; Privor-Dumm, L.; Edmond, K.; o’Loughlin, R.; Shetty, S.; Griffiths, U.K.; Bear, A.P.; Cohen, A.L. et al. (2010). «Supporting new vaccine introduction decisions: Lessons learned from the Hib Initiative experience». Vaccine 28 (43): 7123-9. PMID 20659515. doi:10.1016/j.vaccine.2010.07.028.
- Bärnighausen, Till; Bloom, David E.; Canning, David; Friedman, Abigail; Levine, Orin S.; o’Brien, Jennifer; Privor-Dumm, Lois; Walker, Damian (2011). «Rethinking the benefits and costs of childhood vaccination: The example of the Haemophilus influenzae type b vaccine». Vaccine 29 (13): 2371-80. PMID 21159324. doi:10.1016/j.vaccine.2010.11.090.
- Levine, Orin S.; Hajjeh, Rana; Wecker, John; Cherian, Thomas; o’Brien, Katherine L.; Knoll, Maria Deloria; Privor-Dumm, Lois; Kvist, Hans et al. (2010). «A policy framework for accelerating adoption of new vaccines». Human Vaccines 6 (12): 1021-4. PMC 3060382. PMID 21150269. doi:10.4161/hv.6.12.13076.
- Ojo, Linda R.; o’Loughlin, Rosalyn E.; Cohen, Adam L.; Loo, Jennifer D.; Edmond, Karen M.; Shetty, Sharmila S.; Bear, Allyson P.; Privor-Dumm, Lois et al. (2010). «Global use of Haemophilus influenzae type b conjugate vaccine». Vaccine 28 (43): 7117-22. PMID 20691265. doi:10.1016/j.vaccine.2010.07.074.
- La vacuna Hib podría reducir las principales enfermedades infantiles Archivado el 21 de septiembre de 2012 en Wayback Machine.
- Llevar vacunas que salvan vidas a quienes más las necesitan: la solución matizada para el acceso
- El caso económico para ampliar la cobertura de vacunación de los niños
- Cómo se ve la felicidad: una oportunidad de cambio en el Día Mundial de la Neumonía